# LB-1轟炸機
Huff-Daland LB-1是1920年代由美國陸軍航空勤務隊使用的雙翼輕型轟炸機。
LB-1開發機源自陸軍1923年購買的XLB-1原型機。它在服役試驗中被證明動力不足，並被雙引擎的XLB-3取代

## 參考

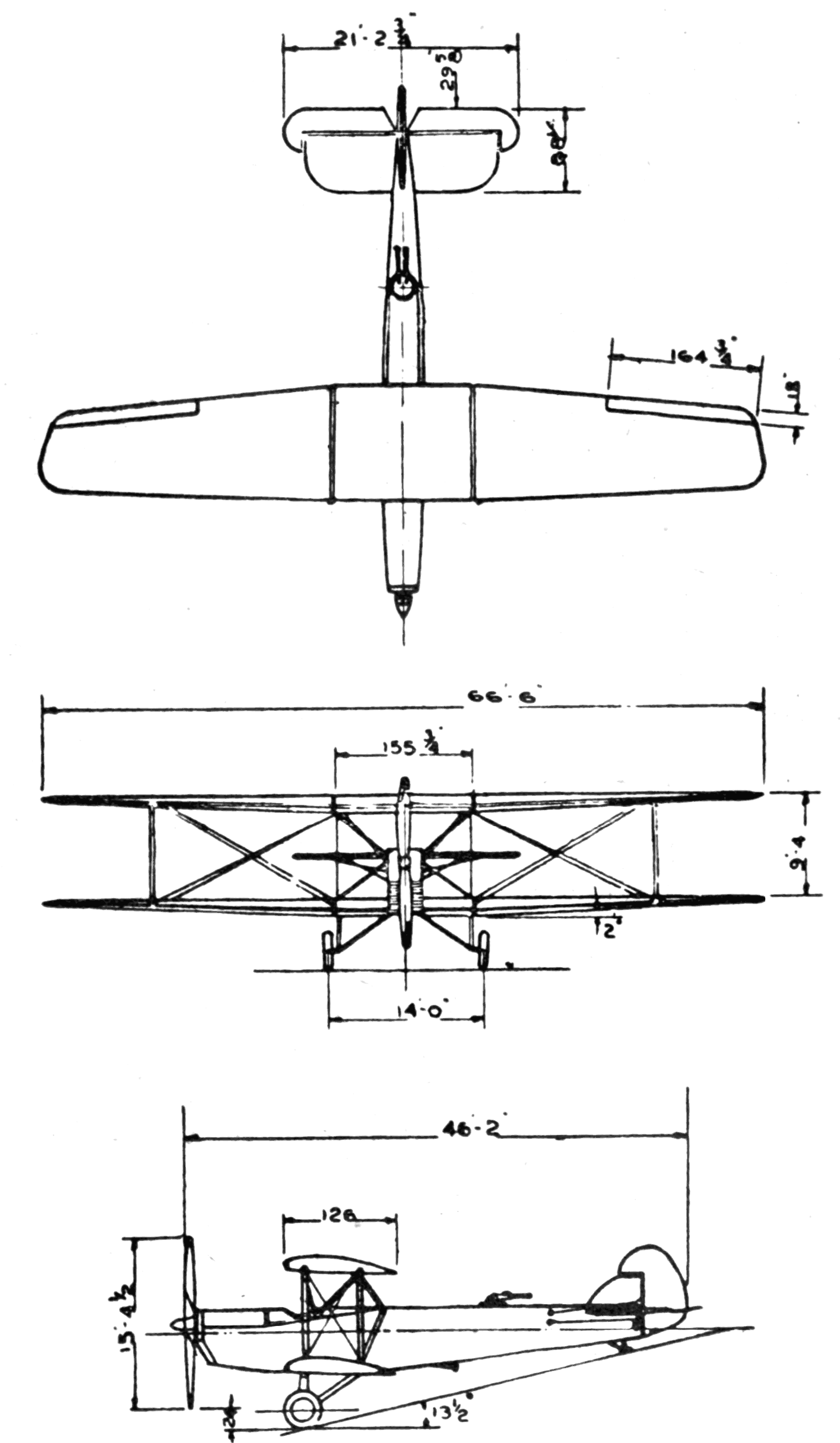
Huff Daland XLB-1 3-view drawing from L'Air September 15, 1926

## 型號
XLB-1原型機，採用1具Packard 1A-2500活塞引擎;共1架 (S/N 23-1250)
LB-1量產版本，採用1具Packard 2A-2500活塞引擎; 共9架(S/N 26-377/385).